# Truncatoflabellum paripavoninum
Espèce
Statut CITES
Truncatoflabellum paripavoninum est une espèce de coraux appartenant à la famille des Flabellidae.